# Trasmissione verticale
Per trasmissione verticale si intende il passaggio di agenti patogeni da madre in figlio durante qualunque fase della gravidanza o neonatale: si parlerà quindi di trasmissione "diaplacentare" se il contagio avverrà attraverso la placenta, "perinatale" se conseguente all'attraversamento del canale del parto e "postnatale" se conseguente all'allattamento. 
Tale passaggio può comportare infezioni nel feto e produrre conseguenze anche gravi sull'andamento della gravidanza.